# 裴讓
裴让（?—?），唐朝官员，河东闻喜（今山西闻喜县）人，出自河东裴氏，是中唐宰相裴度的儿子。
裴让初任京兆府参军，唐文宗太和年间，裴度镇襄阳，奏请裴让从行。唐宣宗大中五年（851年）十二月，盗贼斫景陵（唐宪宗墓）神门戟，京兆尹韦博罚两月俸，贬宗正卿李文举为睦州刺史，陵令吴阅为岳州司马，奉先令裴让为隋州司马。裴让之子裴禹昌，字聖規。